# Elezioni parlamentari a Cuba del 2018
Le elezioni parlamentari a Cuba del 2018 si sono tenute l'11 marzo per il rinnovo dell'Assemblea nazionale del potere popolare, contestualmente alle elezioni provinciali. Prima delle elezioni, il Presidente del Consiglio di Stato e del Consiglio dei Ministri Raúl Castro aveva dichiarato che non si sarebbe candidato per un nuovo mandato, e che un nuovo Presidente sarebbe stato eletto dall'Assemblea nazionale. Pertanto, il Vicepresidente, Miguel Díaz-Canel, è stato eletto Presidente.

## Sistema elettorale

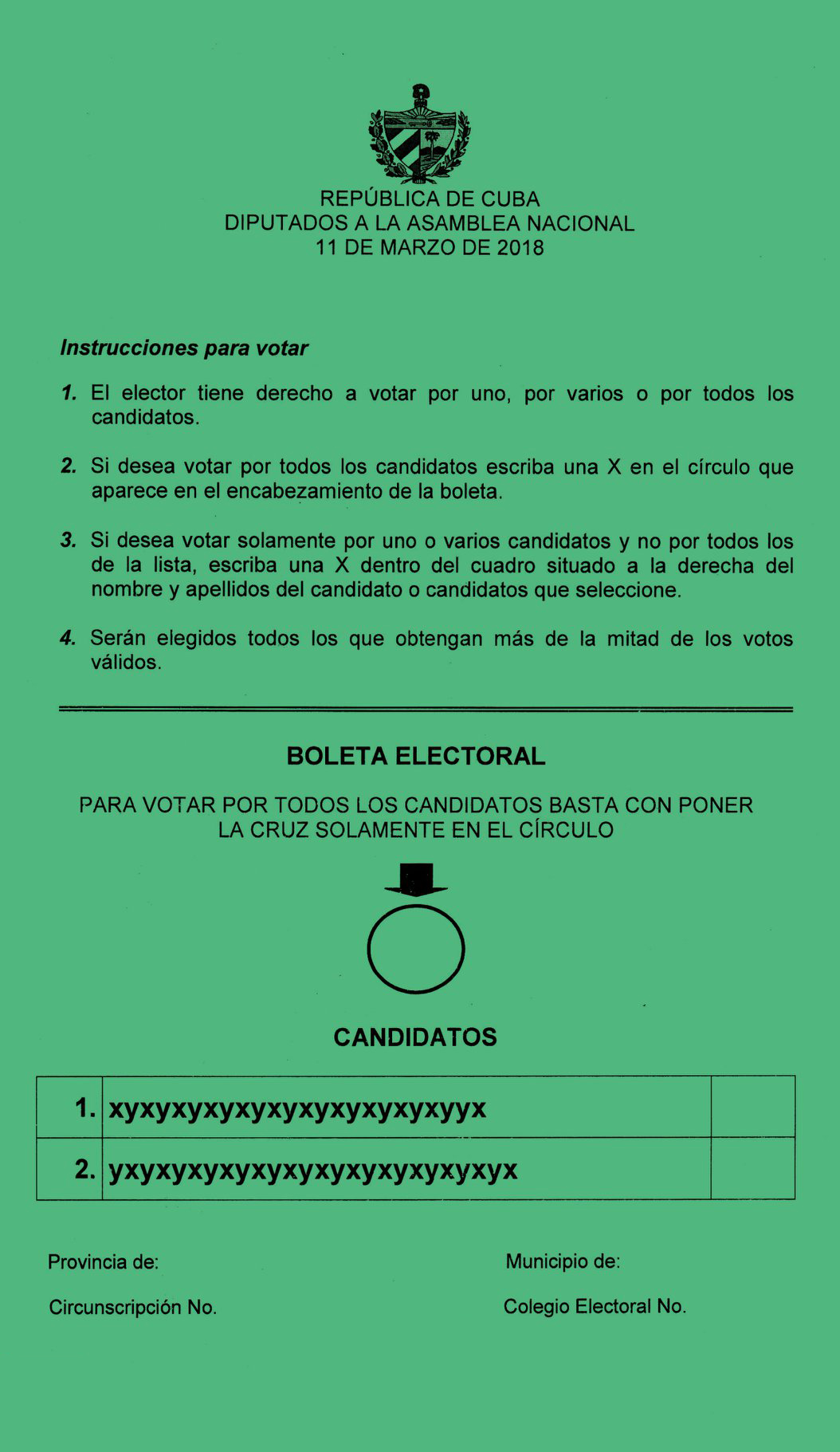
Fac-simile di una scheda usata alle elezioni. La casella segnata dalla freccia indica il voto per tutti i candidati.

I deputati dell'Assemblea nazionale del potere popolare sono eletti in collegi plurinominali, corrispondenti ai 169 municipi del paese, con un numero di candidati che va da 2 a 5 a seconda della popolazione. Ogni elettore può scegliere per uno o più candidati (voto selettivo), anche tutti (lista completa o voto unido). Ogni candidato deve ricevere almeno il 50% dei voti validi per essere eletto. Nel caso uno più candidati non superino la soglia, i seggi rimangono vacanti, a meno che il Consiglio di Stato non decida di indire elezioni straordinarie per riempire questi seggi. I nomi, le immagini e le piattaforme di questi candidati scelti dalle comunità locali per ciascun collegio furono presentati durante la corsa alle elezioni.

## Esito
I risultati preliminari sono stati rilasciati dalla Commissione Nazionale Elettorale di Cuba il 12 marzo. In una conferenza stampa, la CNE riportò che tutti i 605 candidati erano stati eletti deputati dell'Assemblea nazionale.

## Risultati
| Opzione              | Voti      | %     | Seggi |
| -------------------- | --------- | ----- | ----- |
| Lista completa       | 5.620.713 | 80,44 | 605   |
| Voto selettivo       | 1.366.328 | 19,56 | 605   |
| Schede bianche/nulle | 412.850   |       |       |
| Totale               | 7.399.891 | 100   | 605   |
| Elettori/affluenza   | 8.639.989 | 85,65 | –     |

- Fonte: Granma